# PSA World Series Finals 2017/18
Die 23. PSA World Series Finals der Herren fanden vom 5. bis 9. Juni 2018 in Dubai in den Vereinigten Arabischen Emiraten statt. Die World Series Finals waren Teil der PSA World Tour 2017/18 und mit 160.000 US-Dollar dotiert. Parallel fanden auch die PSA World Series Finals der Damen 2017/18 statt.
Mohamed Elshorbagy, der topgesetzt ins Turnier ging, setzte sich im Endspiel gegen Ali Farag mit 9:11, 11:3, 11:9 und 11:8 durch und verteidigte damit seinen Titel aus dem Vorjahr.

## Qualifikation
Die acht bestplatzierten Spieler der PSA World Series der Saison 2017/18 qualifizierten sich für diesen Wettbewerb. Qualifizierte Spieler sind fett markiert.
| Legende | Legende       | Legende | Legende      |
| ------- | ------------- | ------- | ------------ |
| 10      | Erste Runde   | 15      | Achtelfinale |
| 25      | Viertelfinale | 40      | Halbfinale   |
| 65      | Finale        | 100     | Sieg         |

| PSA World Series 2017/2018 |                        |                 |         |               |                |                         |                 |                        |              |                |
| Pl.                        | Spieler                | Anzahl Turniere | US Open | Qatar Classic | Hong Kong Open | Tournament of Champions | Windy City Open | El Gouna International | British Open | Gesamt- Punkte |
| Pl.                        | Spieler                | Anzahl Turniere | USA     | QAT           | HKG            | USA                     | USA             | EGY                    | ENG          | Gesamt- Punkte |
| 1                          | Mohamed Elshorbagy     | 7               | 65      | 100           | 100            | 15                      | 100             | 40                     | 65           | 485            |
| 2                          | Ali Farag              | 7               | 100     | 25            | 65             | 40                      | 40              | 65                     | 25           | 360            |
| 3                          | Marwan Elshorbagy 1    | 7               | 15      | 25            | 40             | 15                      | 65              | 100                    | 25           | 285            |
| 4                          | Simon Rösner           | 7               | 25      | 40            | 15             | 100                     | 25              | 25                     | 25           | 255            |
| 5                          | Tarek Momen            | 7               | 15      | 65            | 25             | 65                      | 40              | 25                     | 10           | 245            |
| 6                          | Grégory Gaultier       | 5               | −       | 40            | 25             | 40                      | −               | 40                     | 40           | 185            |
| 6                          | Miguel Ángel Rodríguez | 6               | 10      | 10            | −              | 15                      | 25              | 25                     | 100          | 185            |
| 8                          | Karim Abdel Gawad      | 7               | 10      | 15            | 40             | 15                      | 25              | 25                     | 15           | 145            |
| 9                          | Nick Matthew           | 5               | 40      | 25            | −              | 25                      | 15              | −                      | 15           | 120            |
| 10                         | Omar Mosaad            | 7               | 40      | 15            | 10             | 10                      | 10              | 15                     | 15           | 115            |
| 11                         | Diego Elías            | 6               | 25      | 25            | −              | 15                      | 15              | 10                     | 10           | 100            |
| 12                         | Mohamed Abouelghar     | 7               | 15      | 10            | 25             | 10                      | 10              | 10                     | 15           | 95             |
| 13                         | Paul Coll              | 6               | 15      | 10            | 15             | 15                      | 10              | −                      | 25           | 90             |
| 14                         | César Salazar          | 7               | 15      | 10            | 10             | 10                      | 10              | 15                     | 15           | 85             |
| 15                         | Cameron Pilley         | 6               | 10      | 15            | 15             | 10                      | 25              | −                      | 10           | 85             |
| 15                         | Ryan Cuskelly          | 6               | 10      | 10            | 15             | 25                      | 15              | −                      | 10           | 85             |

 1 Marwan Elshorbagy sagte seine Teilnahme am 30. Mai 2018 aufgrund einer Oberschenkelverletzung ab. Für ihn rückte Nick Matthew nach, der nach seinem Ausscheiden bei den British Open und der zunächst gescheiterten Qualifikation für die World Series Finals seine Karriere bereits beendet hatte.

## Preisgelder und Weltranglistenpunkte
Bei dem Turnier wurden die folgenden Preisgelder für das Erreichen der jeweiligen Runde ausgezahlt. Das Gesamtpreisgeld betrug 160.000 US-Dollar. Weltranglistenpunkte wurden nicht vergeben.
| Runde          | Preisgeld |
| -------------- | --------- |
| Sieg           | 48.000 $  |
| Finale         | 32.000 $  |
| Halbfinale     | 20.000 $  |
| Gruppendritter | 12.000 $  |
| Gruppenvierter | 8.000 $   |

## Finalrunde

### Gruppenphase

#### Gruppe A

##### Tabelle
| Pos. | Setzliste | Spieler                | Spiele | Sätze | Punkte |
| ---- | --------- | ---------------------- | ------ | ----- | ------ |
| 1    | 8         | Nick Matthew           | 3:0    | 6:1   | 76:59  |
| 2    | 1         | Mohamed Elshorbagy     | 2:1    | 4:4   | 67:76  |
| 3    | 4         | Tarek Momen            | 1:2    | 3:5   | 75:70  |
| 4    | 5         | Miguel Ángel Rodríguez | 0:3    | 3:6   | 80:93  |

##### Ergebnisse
| Spieler                | Spieler                | Ergebnis          |
| ---------------------- | ---------------------- | ----------------- |
| Mohamed Elshorbagy     | Miguel Ángel Rodríguez | 11:8, 9:11, 11:7  |
| Tarek Momen            | Nick Matthew           | 8:11, 9:11        |
| Mohamed Elshorbagy     | Tarek Momen            | 11:8, 2:11, 11:9  |
| Miguel Ángel Rodríguez | Nick Matthew           | 9:11, 11:9, 10:12 |
| Mohamed Elshorbagy     | Nick Matthew           | 6:11, 6:11        |
| Tarek Momen            | Miguel Ángel Rodríguez | 11:5, 8:11, 11:8  |

#### Gruppe B

##### Tabelle
| Pos. | Setzliste | Spieler           | Spiele | Sätze | Punkte |
| ---- | --------- | ----------------- | ------ | ----- | ------ |
| 1    | 3         | Simon Rösner      | 3:0    | 6:1   | 75:57  |
| 2    | 2         | Ali Farag         | 2:1    | 5:2   | 67:56  |
| 3    | 7         | Karim Abdel Gawad | 1:2    | 2:5   | 57:68  |
| 4    | 6         | Grégory Gaultier  | 0:3    | 1:6   | 58:76  |

##### Ergebnisse
| Spieler          | Spieler           | Ergebnis         |
| ---------------- | ----------------- | ---------------- |
| Simon Rösner     | Karim Abdel Gawad | 12:10, 11:6      |
| Ali Farag        | Grégory Gaultier  | 11:9, 11:8       |
| Grégory Gaultier | Karim Abdel Gawad | 11:9, 8:11, 4:11 |
| Ali Farag        | Simon Rösner      | 11:7, 9:11, 3:11 |
| Simon Rösner     | Grégory Gaultier  | 11:8, 12:10      |
| Ali Farag        | Karim Abdel Gawad | 11:5, 11:5       |

### Halbfinale
| Spieler      | Spieler            | Ergebnis           |
| ------------ | ------------------ | ------------------ |
| Simon Rösner | Mohamed Elshorbagy | 10:12, 12:10, 3:11 |
| Nick Matthew | Ali Farag          | 5:11, 7:11         |

### Finale
| Spieler            | Spieler   | Ergebnis               |
| ------------------ | --------- | ---------------------- |
| Mohamed Elshorbagy | Ali Farag | 9:11, 11:3, 11:9, 11:8 |